# Flaga Torgelow
Flaga Torgelow – flaga miasta Torgelow. Zatwierdzona 27 lutego 1992 przez Ministerstwo Spraw Wewnętrznych (Bundesministerium des Innern, für Bau und Heimat).

## Wygląd i symbolika
Prostokątny płat tkaniny o proporcji szerokości do długości 3:5 z trzema pasami. Od góry:
- niebieski pas o szerokości 1/12 długości płata
- biały pas o szerokości 10/12
- niebieski pas o szerokości 1/12

Pośrodku flagi umieszczony jest herb Torgelow. Herb zajmuje 2/3 wysokości flagi,